# برایان آستین گرین
برایان آستین گرین (به انگلیسی: Brian Austin Green) (زاده ۱۵ ژوئیهٔ ۱۹۷۳) هنرپیشه اهل آمریکا است. وی از سال ۱۹۸۵ میلادی تاکنون مشغول فعالیت بوده‌است. 

## گزیده فیلم‌شناسی

### سینما
- کیک‌بوکسور ۲ (۱۹۹۱)
- دومینو (۲۰۰۵)
- چگونه دوستان را از دست بدهیم و مردم را با خود بیگانه کنیم (۲۰۰۸)
- صلیب (۲۰۱۱)
- پلک نزن (۲۰۱۴)
- فاجعه (۲۰۲۳)
- شبی که به خانه آمدند (۲۰۲۴)

### تلویزیون
- معجزه کوچک (۱۹۸۷)
- بی‌واچ (۱۹۸۹)
- بورلی هیلز، ۹۰۲۱۰ (۱۹۹۰ تا ۲۰۰۰)
- پخش زنده شنبه شب (۱۹۹۴، و ۲۰۰۹)
- سابرینا جادوگر نوجوان (۱۹۹۶)
- سی‌اس‌آی (۲۰۰۳)
- امید و ایمان (۲۰۰۴)
- نابودگر: ماجراهای سارا کانر (۲۰۰۸ تا ۲۰۰۹)
- سی‌اس‌آی: میامی (۲۰۰۹)
- اسمالویل (۲۰۰۹ تا ۲۰۱۰)
- کدبانوهای وامانده (۲۰۱۰ تا ۲۰۱۱)
- مدیریت خشم (۲۰۱۲ تا ۲۰۱۴)